# التراث الثقافي الأرمني في تركيا
| الأرمن...    | 1914      | 2011              |
| ------------ | --------- | ----------------- |
| تعداد السكان | 1,914,620 | 60,000            |
| كنائس وأديرة | 2,538     | 34 (ما تزال تعمل) |
| مدارس        | 1,996     | 18                |

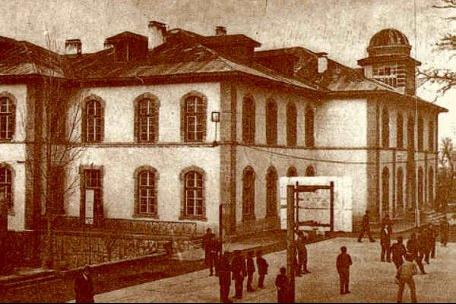

كان الجزء الشرقي من الأراضي الحالية لجمهورية تركيا جزء من الوطن التاريخي للأرمن. خلال المذبح الأرمنية كان هناك تدمير متعمد للتراث الثقافي والدينيّ والتاريخيّ والطائفيّ للأرمن. تم تدمير الكنائس والأديرة الأرمنية في حين تحول بعضها إلى مساجد ودمرت المقابر الأرمنية، في العديد من المدن منها على سبيل المثال فان، هدمت الأحياء السكنية الأرمنية بالكامل.
في عام 1914 كان هناك 2,538 كنيسة ودير أرمني على كامل تراب الدولة العثمانية، لم يتبقى منها حاليًا سوى 34 كنيسة ودير أرمني. وفي عام 1914 إمتلكت الطائفة الأرمنية 1,996 مدرسة ولم يتبقى منها سوى 18 مدرسة أرمنية أغلبيتها تتواجد في إسطنبول.
وبصرف النظر عن حالة الوفاة، فقد الأرمن ثرواتهم وممتلكاتهم دون تعويض. حيث ضاعت فقد الأرمن شركاتهم ومزارعهم، وأصبحت جميع المدارس، والكنائس، والمستشفيات، ودور الأيتام، والأديرة، والمقابر الأرمنية ملك الدولة التركية. وفي يناير عام 1916، أصدر وزير التجارة والزراعة العثماني قرارًا يأمر جميع المؤسسات المالية العاملة داخل حدود الدولة العثمانية لتسليم الأصول المالية الأرمنية للحكومة. وتسجل المراجع أن الدولة العثمانية إستولت على ستة ملايين جنيه تركي من الذهب إلى الممتلكات العقارية، والنقدية، والودائع المصرفية، والمجوهرات. ومن ثم تم ضخ الأصول المالية الأرمنية للبنوك الأوروبية، بما في ذلك البنك الألماني ودرسدنر.
بعد نهاية الحرب العالمية الأولى، حاول الناجون من الإبادة الجماعية إلى العودة واستعادة المنازل والأصول السابقة، ولكن كانت مسيطرة عليها من قبل حكومة الجمعية الوطنية الكبرى.
في عام 1914 قدم بطريرك الأرمن في القسطنطينية قائمة الأماكن المقدسة الأرمنية التي تقع تحت إشرافه. وقد تضمنت القائمة 2,549 من الأماكن الدينية منها 200 دير وحوالي 1,600 كنيسة. في عام 1974 أعلن اليونسكو أنه بعد عام 1923، أنه من بين 913 من المعالم التاريخية الأرمنية المتبقية في شرق تركيا، حوالي 464 معلم قد اختفي تمامًا، و252 معلم في حالة خراب، و197 معلم في حاجة إلى إصلاح (في ظروف مستقرة).